# БМВ i4
„БМВ i4“ (BMW i4) е модел големи електрически автомобили (сегмент D) на германската компания „БМВ“, произвеждан в Мюнхен от 2021 година.
Конструиран е като вариант с електрическо задвижване на лифтбек версията на „БМВ Серия 4“ G26 и се предлага в два варианта – със задно и всеприводно задвижване.